# マリディ州
マリディ州(マリディしゅう、英語：Maridi State)は、南スーダン南部のエクアトリア地方西部にかつて存在した州。2015年成立、2020年廃止。
2014年の人口は14万8100人。
州都はマリディ。

## 隣接州
- 北：西部レイク州
- 東：アマディ州
- 南東：イェイ川州
- 南：高ウエレ州
- 西：グブドゥウェ州

## 行政区画
以下の2郡から成る。
- イッバ郡
- マリディ郡[2]